# Nikolai Rezanov
Nikolay Petrovich Rezanov (em russo:  Николай Петрович Резанов) (São Petersburgo, 28 de marçojul./ 8 de abril de 1764greg. — Krasnoyarsk, 1 de marçojul./ 13 de março de 1807greg.) foi um nobre e estadista russo que promoveu a colonização por parte da Rússia do Alasca e da Califórnia.

## Biografia
Era um dos dez barões da Rússia, foi o primeiro embaixador russo no Japão (1804) e apoiou a primeira tentativa da Rússia de circum-navegar o mundo (1803), comandando pessoalmente a expedição até à Península de Kamchatka. Foi também autor de um dicionário do idioma japonês e várias outras obras, que estão guardadas na Academia Russa das Ciências, da qual era membro. Mas por muitos anos após sua morte foi lembrado pela grande Companhia Russo-Americana; e os interesses que as políticas seguidas no dito empreendimento despertaram nos estudantes de História, que se não fosse por sua morte inoportuna, teriam trocado os destinos da Rússia e dos Estados Unidos.

## Companhia Russo-Americana
Rezanov nasceu em São Petersburgo. Aos 14 anos de idade, dominava cinco idiomas. Em 1791, se uniu ao grupo de Gavrila Derzhavin que era secretário privado da Imperatriz Catarina, a Grande. Vários anos antes, ao conhecer Grigory Shelikhov, da Companhia de Peles Shelikhov-Golikov, Rezanov se interessou pelo projeto do comerciante de obter um monopólio sobre o comércio de peles naquelas longínquas regiões. Consciente das forças ocultas, e já cansado dos prazeres de uma corte dissoluta, se tornou um sócio da companhia, rapidamente se transformando em um astuto e incansável homem de negócios. Após a morte de Shelikov em 1795, Nikolai se tornou o líder de um conjunto de ricas companhias, e resolveu que obteria para si e seus sócios uma série de privilégios análogos aos que a Grã-Bretanha havia concedido à Companhia das Índias Orientais.